# Wereldkampioenschappen kunstschaatsen junioren 1982
De Wereldkampioenschappen kunstschaatsen junioren zijn samen een jaarlijks terugkerend evenement dat door de Internationale Schaatsunie (ISU) wordt georganiseerd. De editie van 1982, de zevende in de reeks, vond van 15 tot en met 20 december 1981 plaats in Oberstdorf, Beieren, West-Duitsland. Het was na de editie van 1979 dat in Augsburg plaatsvond het tweede toernooi in dit land.
Titels en medailles waren er te verdienen in de categorieën: jongens individueel, meisjes individueel, paarrijden en ijsdansen.

## Deelname
Er namen deelnemers uit 22 landen deel aan de kampioenschappen, zij vulden 76 startplaatsen in. Hongarije, Joegoslavië, Noorwegen, Oost-Duitsland en Tsjechoslowakije maakten na een of meerdere jaren hun rentree bij de WK-junioren. Finland en Nieuw-Zeeland vaardigden deze editie geen deelnemers af. De Australiër Stephen Carr was de tweede junior die in hetzelfde jaar zowel solo als bij de paren deelnam, in 1978 ging de Canadese Lorri Baier (meisjes + paren) hem voor. Uit België namen Katrien Pauwels (meisjestoernooi) en Adelheid De Roovere / Koenraad De Roovere (paren) deel. Namens Nederland kwam Li Scha Wang voor de derdemaal in het meisjestoernooi in actie. De Poolse delegatie was niet in Oberstdorf aanwezig omdat er geen vliegverkeer vanuit Warschau mogelijk was. Dit als gevolg van de op 13 december afgekondigde staat van beleg.
Deelnemende landen
(Tussen haakjes het totaal aantal startplaatsen in de vier toernooien.)
| Sovjet-Unie (11) Verenigde Staten (8) Australië (5) Canada (5) Frankrijk (5) Verenigd Koninkrijk (5) | West-Duitsland (5) China (3) Hongarije (3) Japan (3) Oost-Duitsland (3) Oostenrijk (3) | Zwitserland (3) België (2) Denemarken (2) Italië (2) Joegoslavië (2) Spanje (2) | Nederland (1) Noorwegen (1) Tsjecho-Slowakije (1) Zweden (1) |

## Medailleverdeling
De twaalf medailles gingen naar vijf landen, de Sovjet-Unie (4), Oost-Duitsland (3), de Verenigde Staten (3), Canada (1) en West-Duitsland (1).
In het jongenstoernooi werd Scott Williams de zevende wereldkampioen, hij was de derde Amerikaan na Mark Cockerell (1976) en Paul Wylie (1981) die wereldkampioen bij de jongens werd. Zijn landgenoot Paul Guerrero op plaats twee en de Oost-Duitser Alexander König op plaats drie stonden voor het eerst op het erepodium.
In het meisjestoernooi werd Janina Wirth de zevende wereldkampioene, zij was de eerste Oost-Duitse die deze titel won. Het was na de bronzen medaille van Carola Paul in 1980 de tweede medaille voor haar vaderland bij de meisjes. De West-Duitse Cornelia Tesch op plaats twee behaalde haar eerste en de vierde medaille voor haar land bij de meisjes. Op plaats drie behaalde de Canadese Elizabeth Manley na de titelzege van Carolyn Skoczen in 1977 ook de tweede medaille voor haar vaderland in het meisjestoernooi.
Bij de paren namen alle drie de paren voor het eerst op het erepodium plaats. Marina Avstriskaia / Yuri Kvashnin werden het zesde paar dat wereldkampioen werd. Zij zorgden voor de vierde opeenvolgende titel voor de Sovjet-Unie, Veronika Pershina / Marat Akbarov (1979) en Larisa Seleznova / Oleg Makarov (1980, 1981) gingen hun voor. Op plaats twee eindigden hun landgenoten Inna Bekker / Sergei Likhanski. Het paar Babette Preussler / Torsten Ohlow behaalden de eerste medaille bij de paren voor hun vaderland Oost-Duitsland.
Bij het ijsdansen werden Natalia Annenko / Vadim Karkachev het vijfde kampioenspaar en zorgden ze er ook voor dat de titel voor de vijfde keer en voor het vijfde opeenvolgende jaar naar de Sovjet-Unie ging, Tatjana Doerasova / Sergej Ponomarenko (1978, 1979) en Elena Batanova / Alexei Soloviev (1980, 1981) gingen hun voor. Het was na hun tweede plaats in 1981 ook hun tweede medaille. Hun landgenoten Tatiana Gladkova / Igor Shpilband werden tweede en het Amerikaanse paar Lynda Malek / Alexander Miller derde, beide paren stonden voor het eerst op het podium.
| Onderdeel | Goud                               | Zilver                            | Brons                             |
| --------- | ---------------------------------- | --------------------------------- | --------------------------------- |
| Jongens   | Scott Williams                     | Paul Guerrero                     | Alexander König                   |
| Meisjes   | Janina Wirth                       | Cornelia Tesch                    | Elizabeth Manley                  |
| Paren     | Marina Avstriskaia / Yuri Kvashnin | Inna Bekker / Sergei Likhanski    | Babette Preussler / Torsten Ohlow |
| IJsdansen | Natalia Annenko / Vadim Karkachev  | Tatiana Gladkova / Igor Shpilband | Lynda Malek / Alexander Miller    |

## Uitslagen
| #      | naam (deelname)        | land                                    |
| ------ | ---------------------- | --------------------------------------- |
| Goud   | Scott Williams (3)     | Vlag van Verenigde Staten               |
| Zilver | Paul Guerrero          | Vlag van Verenigde Staten               |
| Brons  | Alexander König        | Vlag van Duitse Democratische Republiek |
| 04     | Juri Bureiko (2)       | Vlag van Sovjet-Unie                    |
| 05     | James Cygan            | Vlag van Verenigde Staten               |
| 06     | Makoto Kano            | Vlag van Japan                          |
| 07     | Oliver Honer (4)       | Vlag van Zwitserland                    |
| 08     | Philippe Roncoli (2)   | Vlag van Frankrijk                      |
| 09     | Lauren Patterson       | Vlag van Canada                         |
| 10     | Viktor Petrenko        | Vlag van Sovjet-Unie                    |
| 11     | Vladimir Petrenko      | Vlag van Sovjet-Unie                    |
| 12     | Atsushi Oshima         | Vlag van Japan                          |
| 13     | Kevin Boroczky         | Vlag van Australië                      |
| 14     | Zhang Shubin           | Vlag van China                          |
| 15     | Daniel Weiss           | Vlag van Bondsrepubliek Duitsland       |
| 16     | Daniel Nagel           | Vlag van Frankrijk                      |
| 17     | András Száraz          | Vlag van Hongarije                      |
| 18     | Ralph Burghart         | Vlag van Oostenrijk                     |
| 19     | Stephen Carr           | Vlag van Australië                      |
| 20     | Fernando Soria (4)     | Vlag van Spanje                         |
| 21     | Tomislav Cizmesija (2) | Vlag van Joegoslavië (1943-1992)        |
| 22     | Lars Dresler (2)       | Vlag van Denemarken                     |

| #      | naam (deelname)     | land                                    | punten |
| ------ | ------------------- | --------------------------------------- | ------ |
| Goud   | Janina Wirth        | Vlag van Duitse Democratische Republiek | 06.2   |
| Zilver | Cornelia Tesch (2)  | Vlag van Bondsrepubliek Duitsland       | 07.8   |
| Brons  | Elizabeth Manley    | Vlag van Canada                         | 08.2   |
| 04     | Jill Frost          | Vlag van Verenigde Staten               | 08.6   |
| 05     | Kelly Webster       | Vlag van Verenigde Staten               | 09.2   |
| 06     | Midori Ito (2)      | Vlag van Japan                          | 12.8   |
| 07     | Heike Gobbers       | Vlag van Bondsrepubliek Duitsland       |        |
| 08     | Parthena Sarafidis  | Vlag van Oostenrijk                     |        |
| 09     | Marina Serova (3)   | Vlag van Sovjet-Unie                    |        |
| 10     | Mirella Grazia (2)  | Vlag van Zwitserland                    |        |
| 11     | Inna Krundisheva    | Vlag van Sovjet-Unie                    |        |
| 12     | Katrien Pauwels     | Vlag van België                         |        |
| 13     | Li Scha Wang (3)    | Vlag van Nederland                      | 25.6   |
| 14     | Denise Gotts        | Vlag van Verenigd Koninkrijk            |        |
| 15     | Veronique Degardin  | Vlag van Frankrijk                      |        |
| 16     | Petra Malivuk       | Vlag van Joegoslavië (1943-1992)        |        |
| 17     | Tine-Mai Krian (2)  | Vlag van Noorwegen                      |        |
| 18     | Beatrice Gelmini    | Vlag van Italië                         |        |
| 19     | Tamara Téglássy     | Vlag van Hongarije                      |        |
| 20     | Henriette Mingon    | Vlag van Denemarken                     |        |
| 21     | Natacha Viel (2)    | Vlag van Australië                      |        |
| 22     | Susanna Mexia       | Vlag van Spanje                         |        |
| 23     | Fu Caishu           | Vlag van China                          |        |
| 0-     | Maria Bergqvist (2) | Vlag van Zweden                         | t.z.t. |

| #      | naam (deelname)                          | land                                    |
| ------ | ---------------------------------------- | --------------------------------------- |
| Goud   | Marina Avstriskaia Yuri Kvashnin         | Vlag van Sovjet-Unie                    |
| Zilver | Inna Bekker (2) Sergei Kilhanski (2)     | Vlag van Sovjet-Unie                    |
| Brons  | Babette Preussler Torsten Ohlow          | Vlag van Duitse Democratische Republiek |
| 04     | Marina Nikitiuk (3) Rashid Kadyrkaev (3) | Vlag van Sovjet-Unie                    |
| 05     | Bettina Hage Stefan Zins                 | Vlag van Bondsrepubliek Duitsland       |
| 06     | Lynda Ivanich John Ivanich               | Vlag van Canada                         |
| 07     | Natalie Seybold Wayne Seybold            | Vlag van Verenigde Staten               |
| 08     | Gaby Galambos (4) Jorg Galambos (4)      | Vlag van Zwitserland                    |
| 09     | Amy Grossman Robert Davenport (2)        | Vlag van Verenigde Staten               |
| 10     | Carol Nelson (2) Carl Nelson (2)         | Vlag van Verenigd Koninkrijk            |
| 11     | Lisa Cushley Neil Cushley                | Vlag van Verenigd Koninkrijk            |
| 12     | Sun Lu Wang Qingyuan                     | Vlag van China                          |
| 13     | Danielle Carr (2) Stephen Carr (2)       | Vlag van Australië                      |
| 14     | Nicole Baurycza Rodney Baurycza          | Vlag van Australië                      |
| 15     | Adelheid De Roovere Koenraad De Roovere  | Vlag van België                         |

| #      | naam (deelname)                         | land                              | Punten |
| ------ | --------------------------------------- | --------------------------------- | ------ |
| Goud   | Natalia Annenko (2) Vadim Karkachev (2) | Vlag van Sovjet-Unie              | 02.0   |
| Zilver | Tatiana Gladkova (2) Igor Shpilband (2) | Vlag van Sovjet-Unie              | 05.0   |
| Brons  | Lynda Malek Alexander Miller            | Vlag van Verenigde Staten         | 05.0   |
| 04     | Sophie Merigot (3) Philippe Berthe (3)  | Vlag van Frankrijk                |        |
| 05     | Viera Mináríková Ivan Havránek          | Vlag van Tsjecho-Slowakije        |        |
| 06     | Elena Novikova Oleg Bliakhman           | Vlag van Sovjet-Unie              |        |
| 07     | Alison Perrigo Michael Harding          | Vlag van Verenigd Koninkrijk      |        |
| 08     | Isabelle Cousin Gilles Vandenbroeck     | Vlag van Frankrijk                |        |
| 09     | Deanna Poirier Brett Schrader           | Vlag van Canada                   |        |
| 10     | Kathrin Beck (2) Christoff Beck (2)     | Vlag van Oostenrijk               |        |
| 11     | Klára Engi Attila Tóth                  | Vlag van Hongarije                |        |
| 12     | Christine Gottler Niklas Heyenbrock     | Vlag van Bondsrepubliek Duitsland |        |
| 13     | Christine Horton Michael Farrington     | Vlag van Canada                   |        |
| 14     | Angela Ogden Alan Towers                | Vlag van Verenigd Koninkrijk      |        |
| 15     | Barbara Riboldi Davide Petrucceli       | Vlag van Italië                   |        |

Medaillewinnaars

Jongens · 
Meisjes · 
Paren · 
IJsdansen

 Toernooi

1976 · 
1977 · 
1978 · 
1979 · 
1980 · 
1981 · 
1982 · 
1983 · 
1984 · 
1985 · 
1986 · 
1987 · 
1988 · 
1989 · 
1990 · 
1991 · 
1992 · 
1993 · 
1994 · 
1995 · 
1996 · 
1997 · 
1998 · 
1999 · 
2000 · 
2001 · 
2002 · 
2003 · 
2004 · 
2005 · 
2006 · 
2007 · 
2008 · 
2009 · 
2010 ·
2011 ·
2012 ·
2013 ·
2014 ·
2015 ·
2016 ·
2017 ·
2018 ·
2019 · 
2020

 ISU-kampioenschappen

WK kunstschaatsen · 
EK kunstschaatsen · 
Viercontinentenkampioenschap · 
Olympische Spelen